# Trådfläta
Trådfläta (Hypnum andoi) är en bladmossart som beskrevs av A. J. E. Smith 1981 [1982. Trådfläta ingår i släktet flätmossor, och familjen Hypnaceae. Arten är reproducerande i Sverige. Inga underarter finns listade i Catalogue of Life.

## Bildgalleri

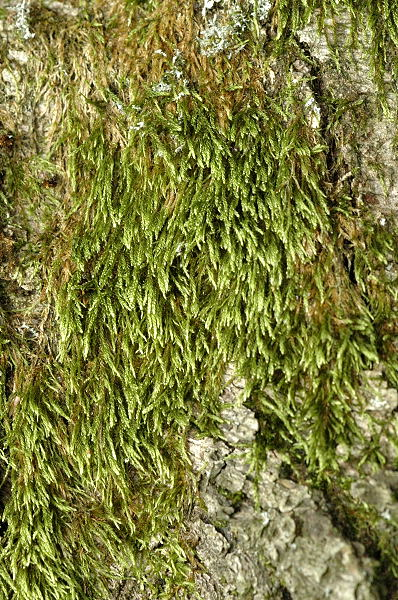
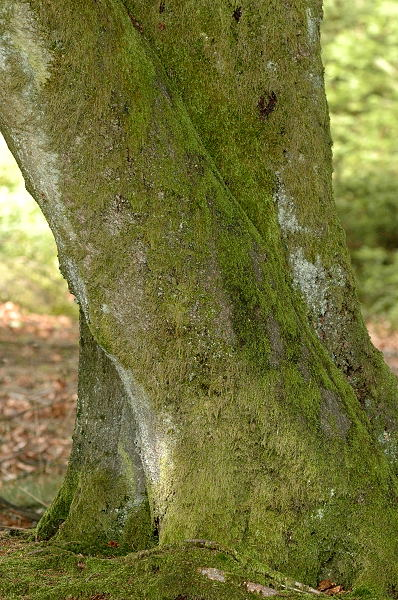